# Diecezja Chiang Rai
Diecezja Chiang Rai (łac.:  Dioecesis Chiangraiensis) – rzymskokatolicka diecezja w północno-wschodniej Tajlandii, podlegająca pod metropolię Bangkok.
Siedziba biskupa znajduje się przy katedrze w Chiang Rai.

## Historia
- 25 kwietnia 2018 - utworzenie diecezji Chiang Rai[1]

## Biskupi
- bp Joseph Vuthilert Haelom (od 2018)